# Тростье
Тростье (ранее: Покров-Тростье) — деревня в Жуковском районе Калужской области, административный центр муниципального образования Сельское поселение «Деревня Тростье».

## География
Расположена на севере Калужской области, по обеим берегам реки Аложи, рядом сёла Покров, Буриново. Расстояние до районного центра по автодорогам — 32 км.

## Население
| 2002 | 2010 |
| ---- | ---- |
| 675  | ↘292 |

## Этимология
Вероятно от тростьё, тростя́ — трость. «Молодец тростьём подпирается». То же, что тростка….

## История
Поселение известно с середины XIV века. Изначально Тростье входило в Тарусское и Оболенское княжества, затем — в Оболенский уезд. В вотчину князей Оболенских-Тростенских и дворян Нарышкиных.
Во второй половине XV века из состава Оболенского княжества выделяется Тростенское  княжество. Оно досталось князю Александру Андреевичу Тростенскому. Он стал первым и последним удельным князем Тростенским, чьи сыновья числились на службе у московских князей.

Род князей Тростенских угас в 1607 году. Начало роду в XV веке дал князь Александр Андреевич Тростенский-Оболенский (XVII колено). Фамилия князя могла быть связана с названием села Тростье, стоящего в центре большого леса на водоразделе Протвы и Нары.— Гудзь-Марков А. В. «История Серпуховского и Оболенского уездов»
Спустя несколько лет владения Тростенских перешли к Нарышкиным, которые управляли ими до XIX века.
В 1690—1691 годах в Тростье была построена деревянная церковь Покрова Пресвятой Богородицы, хотя согласно поздним планам дач генерального и специального межевания эта церковь значится в селе Покров.
К 1859 году Тростье — сельцо 2-го стана Тарусского уезда, по левую сторону тракта из Боровска в Серпухов при речке Оложе.
В газете «Калужские Губернские Ведомости» № 89 за 1873 год вышла заметка «Место родины царицы Натальи Кирилловны», автор которой «учитель Василий Покровский село Хрустали» рассказал, что в селе Покрова Тростья Тарусского уезда при церкви Покрова Пресвятой Богородицы "лежат три больших камня (памятника). Под ними покоятся ближайшие родственники царицы Натальи Кирилловны… Царица Наталья Кирилловнабыла дочерью Кирилла Полуехтовича Нарышкина — бедного землевладельца села Покрова—Тростья.
В одной версте от села, на высокой горе был дом Нарышкиных и их поместье. По народному преданию, Кирилл Нарышкин был в поле, когда ему сообщили о выборе невесты царя Алексея Михайловича, павшему на дочь его Наталью Кирилловну, жившую тогда в доме царедворца Артамона Сергеевича Матвеева
К 1914 году сельцо Тростье административный центр Буриновской волости Тарусского уезда. Калужской губернии, имелась собственная земская школа. В 1913 году численность оседлого населения составляла 204 человека, из которых 106 женщин и 98 мужчин.
В годы Великой Отечественной войны деревня была оккупирована войсками Нацистской Германии с начала октября по конец декабря 1941 года. 18 ноября оккупанты подожгли часть построек и не выпускали людей из домов. Заживо сгорели одна женщина и двое малолетних детей. При отступлении они уничтожили все дома в Тростье. Деревня была освобождена 26 декабря 1941 года частями 415-й стрелковой дивизии.
В послевоенное время на землях Тростьёвского сельсовета было организовано охотхозяйство «Барсуки», которое несколько лет спустя было переименовано в природоохранный комплекс «Таруса».

## Объекты историко-культурного наследия
- Братская могила в центре деревни. Возникла весной 1942 года. Местные жители захоронили здесь красноармейцев, погибших в этих местах в 1941 году. В 1950 году сюда же были перенесены останки советских воинов из одиночных и небольших братских могил в Комарове и Покрове. В 1955 году на могиле был установлен памятник, в мае 1997 года его заменили. Всего в могиле покоится прах 807 советских воинов, имена 799 неизвестны[19].
- Братская могила воинов, погибших в годы Великой Отечественной войны. Мемориал торжественно открыт 9 мая 1990 года. Здесь захоронены останки красноармейцев, найденные поисковыми отрядами в окрестностях Трстье и близлежащих населённых пунктов в 1998—2003 годах. Установлен памятник: на холме бетонный постамент, на нём установлены бетонные фигуры старца с гуслями и женщины с ребёнком на руках, фигура второго ребёнка стоит рядом. Всего в могиле покоится прах 313 советских воинов, имена 299 неизвестны[19].

## Публицистика
- Сергей Буринов. Частица малая большой России // Весть : газета. — 2016. — 26 августа.